# Lowes, Kentucky
Lowes är en så kallad census-designated place i Graves County i Kentucky. Vid 2010 års folkräkning hade Lowes 98 invånare.